# Многолучевое распространение
Многолучево́е распростране́ние — это эффект, наблюдаемый при распространении сигналов. Возникает при условии существования в точке приема радиосигнала не только прямого, но и ещё одного или целого ряда отражённых или/и преломлённых лучей. Другими словами, на антенну приёмника приходят не только прямые лучи (непосредственно от самого источника), но и отражённые (от земной поверхности, зданий, строений и прочих объектов).

## Эффекты
Многолучевое распространение присутствует в большинстве радиолиний и может вносить погрешности, искажающие определение параметров радиосигнала. Возникновение отраженных, задержанных по времени прихода, сигналов приводит к искажению формы корреляционного пика сигнала и, как следствие, к смещению в оценке истинной задержки. Явление многолучевого распространения может вызвать флуктуации амплитуды, фазы и угла прибытия, что приводит к эффекту замирания.
- Если задержка распространения всех лучей мала по сравнению с длительностью канального символа, то возникает только интерференция волн, приводящая к замираниям.
  - Методы борьбы: увеличение мощности, разнесенный прием, АРУ
- Если задержка распространения всех лучей сравнима с длительностью канального символа, то возникает наложение предыдущих канальных символов на последующие (межсимвольная интерференция).
  - Методы борьбы: канальный эквалайзер, широкополосные сигналы, управление диаграммой направленности, увеличение защитных интервалов между символами.

Таким образом можно выделить два основных последствия многолучевого эффекта распространения сигналов: замирание огибающей, межсимвольная интерференция.

## Межсимвольная интерференция
Межсимвольная интерференция (МСИ) является эффектом наложения в приемнике символов друг на друга. Особенностью многих линий радиосвязи (например, тропосферных, спутниковых, мобильных и т. п.) является многолучевой характер распространения радиосигнала. В точке приёма сигнал является суммой большого числа элементарных сигналов различных амплитуд со случайным временем запаздывания. Отдельные лучи могут запаздывать друг относительно друга на существенную величину (большая разность хода различных лучей в радиоканале), что и вызывает эффект МСИ.
МСИ — искажение сигнала за счет откликов на другие (более ранние) символы, которые могут проявляться как помехи. Так же этот эффект может наблюдаться из-за ограниченной полосы пропускания радиотракта. По степени искажения формы импульса межсимвольные помехи могут быть большими или малыми, а сама эта степень при наложении сигналов зависит от разности времени прихода сигналов в точку приёма. Разницу времени распространения по максимальному и минимальному путям обычно называют временем многолучевости.
Как правило, многолучевое распространение сигналов ухудшают характеристики системы связи. Однако, при принятии специальных мер и способов приема сигналов, характеристики системы могут быть улучшены по отношению к характеристикам при однолучевом распространении. В частности, такая ситуация реализуется в системах с rake-приемниками.

## Rake-приемники
При многолучевом распространении сигналы, приходящие различными путями, слабо коррелированы. Влияние замираний можно снизить, если скомбинировать такие сигналы. Но для этого необходимо разделить сигналы, приходящие по различным лучам.
Рассмотрим широкополосный сигнал с полосой {\displaystyle W_{1}}, превышающей полосу когерентности канала {\displaystyle W_{2}}.
При соответствующем выборе модуляции сигнала можно добиться разрешения принимаемых многолучевых компонент, имеющих следующую разность прихода {\displaystyle 1/W_{1}}.
Здесь {\displaystyle Tmax}- максимальное время рассеяния.
Таким образом, при максимальном времени рассеяния {\displaystyle Tmax} может существовать {\displaystyle N=W_{1}\cdot Tmax} компонент сигнала.
{\displaystyle Tmax\simeq 1/W_{2}}… Поэтому на приёмной стороне может быть получено {\displaystyle W_{1}/W_{2}} разделимых сигнальных компонент.
Чтобы сдвинутые во времени многолучевые компоненты наблюдались раздельно на выходе линейного фильтра приёмника, необходимо, чтобы отклик фильтра на каждую компоненту сигнала был кратковременным по сравнению с их взаимным временным сдвигом. В качестве приёмного фильтра лучше всего принимать согласованный, так как отклик этого фильтра на сигнал есть автокорреляционная функция (АКФ) сигнала. Для разделения многолучевых компонент больше пригодны сигналы с острой АКФ. Поэтому для многолучевого разнесения используются широкополосные сигналы: сигнал имеет большую длительность, но фильтр укорачивает его.
Сигнал, искажённый многолучевым каналом (а), подаётся на согласованный фильтр, и, если сигнал синтезирован правильно, на выходе фильтра наблюдаются компоненты в виде острых неперекрывающихся пиков.
Эти пики напоминают своим внешним видом садовые грабли («rake» в переводе с английского). Поэтому устройство, осуществляющее многолучевое разделение, назвали rake-приёмником (или приёмник разнесённых сигналов).
Rake-приёмник был разработан Р. Прайсом (англ. Robert Price) и П. Грином (англ. Paul Green)  в 1958 году в США. Внедрение такой технологии в промышленных масштабах стало приниматься сравнительно недавно, при этом вместо дорогих согласованных фильтров используются эквивалентные простые параллельные корреляторы с числом каналов, равным количеству разделяемых лучей.
Принимаемое колебание r(t) поступает на M параллельных корреляторов, на входы которых подаются сигналы-опоры {\displaystyle s(t-k\cdot \tau )}, k = 1 … M, представляющие собой копии сигнала со временными сдвижками. На выходе каждого коррелятора формируется отсчёт отклика на соответствующую компоненту входного сигнала. Далее полученные отсчёты поступают на устройство комбинирования.
Требование к широкополосности сигнала является необходимым, но не достаточным. Среди множества широкополосных сигналов подходящими для rake-приёмника являются лишь обладающие «острой» АКФ.